# Vrba (película)
Vrba (en macedonio, Врба) una película dramática macedonia-húngara-belga de 2019 dirigida por Milcho Mancevski, quien también es el autor del guion. La película se rodó en la producción de "Banana Film".

## Reparto
| Actor              | Rol            |
| ------------------ | -------------- |
| Sara Klimoska      | Donka          |
| Nikola Risteski    | Milán          |
| Natalia Teodosieva | Rodna          |
| Nenad Natsev       | Branko         |
| Kamka Tocinovski   | katerina       |
| Petar Mircevski    | Stavre         |
| Blagoja Chorevski  | mancho         |
| Ratka Radmanovic   | Abuela plata   |
| Laze Manaskovski   | Abrahán        |
| Katina Ivanova     |                |
| Kire Gjorevski     | Nicolás        |
| Adem Karagá        | Uka            |
| Jelena Jovanova    | Melina         |
| Anna Kostovska     | Vésna          |
| Maria Novak        | Doctora. A pie |
| Goce Vlajov        |                |
| Vlado Dojchinovski |                |

## Sinopsis
La película cuenta la historia de tres madres jóvenes. Una historia tiene lugar en la Edad Media y las otras dos son contemporáneas, y las tres historias se complementan entre sí. El tema principal de la película es la lealtad y la actitud del individuo hacia la sociedad, así como la actitud de la sociedad hacia el individuo.

## Producción
El rodaje de la película comenzó el 25 de octubre de 2018 en los pueblos de Shtavica, Dunje y Zovic en Mariupol, y luego el rodaje continuó en las inmediaciones del monasterio de Treskavec y en Prespa, y finalizó en la segunda quincena de diciembre en Skopje. El estreno de "Vrba" se llevó a cabo el 19 de octubre de 2019 en la decimocuarta edición del Festival de Cine de Roma, como la primera película macedonia que ingresó a la selección oficial de este festival.

## Reconocimientos
- Mejor Largometraje - Festival de Cine Independiente de Wellington, 2020
- Mejor Largometraje Narrativo - Cinequest, 2020
- Manuel de Oliviera - Fantasporto, 2020
- Mejor director - Raindance, 2020
- Palma de Plata - Valencia, 2020